# Brennersee
Brennersee är en sjö i Österrike.   Den ligger i förbundslandet Tyrolen, i den västra delen av landet, 400 km väster om huvudstaden Wien. Brennersee ligger 1 311 meter över havet. Arean är 19,3 kvadratkilometer.
Sjön avvattnas av vattendraget Sill. Vattnets temperatur går under sommaren upp till 12 °C. Karpfiskar och regnbåge lever i Brennersee. I närheten finns två vattenfall. Musikgruppen Fidele Inntaler publicerade låten "Brennersee Walzer" om sjön.